# Nascita del superuomo
Nascita del superuomo o Più che umano (More Than Human) è un romanzo di fantascienza di Theodore Sturgeon del 1953, ed è considerato un capolavoro del "periodo d'oro" della fantascienza statunitense.
(Theodore Sturgeon)
Il romanzo tratta la possibilità dell'evoluzione dell'Homo sapiens sapiens in una nuova specie, la cui forza risiede, oltre che nelle tradizionali capacità fisiche e intellettive umane, anche nell'ampliamento della sua sensibilità empatica a formare un organismo simbiotico: l'Homo gestalt.
Gli fu assegnato l'International Fantasy Award nel 1954.

## Storia editoriale
Nascita del superuomo è nato dalla revisione ed espansione del racconto Baby is Three del 1952, che l'autore ha racchiuso tra due parti aggiuntive scritte nel 1953: The Fabulous Idiot (Il favoloso idota) e Morality (Moralità).
Il racconto Baby is Three era stato pubblicato originariamente sul numero dell'ottobre 1952 di Galaxy; una traduzione in italiano intitolata Paura dell'"Homo Gestalt" è stata pubblicata nel 1953 dalla Mondadori, nel numero 10 di Urania, un'altra traduzione in italiano di Riccardo Valla intitolata Baby ha tre anni è stata pubblicata nel 1992 da Interno Giallo, nell'antologia Il grande libro della fantascienza. Società del futuro. Romanzi brevi degli anni '50 (The Mammoth Book of Vintage Science Fiction. Short Novels of the 1950s, 1990), numero 3.44 della collana EdgarMammut.
Il romanzo è stato pubblicato originariamente nel 1953.
Nel 1978 Simon & Schuster ha pubblicato una versione graphic novel del romanzo intitolata Heavy Metal Presents Theodore Sturgeon's More Than Human, disegnata da Alex Niño e sceneggiata da Doug Moench.

## Trama
I protagonisti di Nascita del superuomo, come accade spesso in Sturgeon, sono emarginati, bambini e adolescenti rifiutati dalla società.
Olo è un vagabondo, un grave minorato mentale, eppure con i suoi compagni emarginati è contemporaneamente il rappresentante della più alta evoluzione del genere umano, infatti una nuova razza sta nascendo da quella vecchia. Il nuovo essere sarà però molteplice: è costituito da un gruppo di bambini inesplicabilmente dotati dei più diversi poteri mentali, in grado, in determinati momenti, di fondersi telepaticamente in un'unica, potente e spaventosa entità.
Non manca il ruolo non scontato dell'amore, e soprattutto il conflitto tra la volontà e i desideri individuali dei singoli componenti e quella collettiva del superuomo. 
Vi è, infine, uno spazio in questa vicenda pur inquietante e cupa, per la speranza, caratteristica della fantascienza tempi d'oro di Sturgeon più che della narrativa successiva.
La questione che si pone Sturgeon è come si comporterà il super-uomo, se avrà degli scrupoli a schiacciare gli esseri umani come delle semplici formiche, ossia se le regole etiche degli uomini semplicemente non siano applicabili a questo essere completamente nuovo, che per certi versi appare pericolosamente amorale, ma in realtà dotato di inquietudine e di una tensione per la ricerca di una propria forma di etica.

## Edizioni
- (EN) Theodore Sturgeon, Baby is Three, in Galaxy, illustrato da Don Sibley, vol. 5, n. 1, New York, Galaxy Publishing Corporation, ottobre 1952,  pp. 4-93. Ospitato su Internet Archive.

- (EN) Theodore Sturgeon, More Than Human, Farrar, Straus & Young, 1953,  p. 233.

- Theodore Sturgeon, Nascita del superuomo, traduzione di Bruna Del Bianco, collana Urania n° 62, Arnoldo Mondadori Editore, 1954,  p. 127.

- Theodore Sturgeon, Nascita del superuomo, traduzione di Riccardo Valla, collana Cosmo Oro n° 14, Editrice Nord, 1974,  p. 272.

- Theodore Sturgeon, Nascita del superuomo, traduzione di Riccardo Valla, introduzione di Giuseppe Genna, collana Urania Collezione n° 5, Arnoldo Mondadori Editore, 2003,  p. 303, ISSN 1721-6427 (WC · ACNP).

- Theodore Sturgeon, Più che umano, traduzione di Norman Gobetti, collana Violadelpensiero, Giano Editore, 2005,  p. 270, ISBN 88-7420-063-3.